# 원주 부흥사지 석탑재
원주 부흥사지 석탑재(原州 立石寺 石塔)은 대한민국 강원특별자치도 원주시 소초면 흥양리에 있는 부흥사 절터에 흩어진 탑의 일부분 파편이다. 1998년 4월 18일 원주지역의 불교유적을 연구하는 데 중요한 자료라며 강원특별자치도의 문화재자료 제122호로 선정되었다.

## 개요
고려 전기에 지어졌던 부흥사터에서 완전히 파손되어 흩어져 있던 탑의 일부분들로, 석탑 받침 부분인 아래층 기단(基壇)과 위층 기단 일부, 탑신(塔身)의 몸돌 1개, 지붕돌 2개를 수습하여 민가 옆에 모아 놓았다. 탑의 몸돌은 높이가 17㎝로 작은 편이어서 위층에 있었던 것으로 보인다.
위층 기단은 면의 가운데와 모서리에 기둥모양을 새겨 두었고, 기둥조각으로 나뉜 8곳에 8부신중(八部神衆:불교에서 불법을 수호하고 대중을 교화하는 여덟무리의 신)을 각각 조각해 두었다. 탑신의 몸돌에는 기둥 모양을 새겼으며, 지붕돌은 밑면에 4단의 받침을 두었는데, 네 귀퉁이에 방울을 달았던 구멍이 남아 있다.
위층 기단의 신상 조각 머리부분에 특이하게도 둥근 두광을 새겨 놓아 눈길을 끄는 탑으로, 원주지역의 불교 연구에 중요한 자료가 된다. 위층기단의 조각양식과 탑신의 짜임으로 보아 고려 전기에 세운 것으로 보인다.
석탑재가 발견된 지역은 부흥사라는 절이 있었다고 전해지는데, 부흥사지 석탑재 외에도 석탑재가 발견된 곳 주변에는 기와 등의 여러 유물이 발견된다.

## 참고 자료
- 원주부흥사지석탑재 - 국가유산청 국가유산포털